# Первотроїцьк
Первотро́їцьк (рос. Первотроицк) — присілок у складі Ішимського району Тюменської області, Росія.
Стара назва — Троїцький.
Населення — 110 осіб (2010, 126 у 2002).
Національний склад станом на 2002 рік:
- росіяни — 71 %
- казахи — 26 %